# Szerbia csatlakozása az Európai Unióhoz

Szerbia és az Európai Unió elhelyezkedése

Informális kapcsolatok 1965-ben indultak az Európai Gazdasági Közösség (EU) és Jugoszlávia között, és az első  közös nyilatkozatot már 1967-ben aláírták, ami után az EGK 1969-ben állandó képviseletet hozott létre Belgrádban. 1991 májusában Jacques Delors, az Európai Bizottság elnöke társulási szerződést kínált fel Ante Marković akkori jugoszláv szövetségi kormányfőnek, ám a délszláv háború megakadályozta annak megvalósítását. A csatlakozási folyamat az egyes utódállamokkal folytatódott, Szerbiával pedig csak Slobodan Milošević elnök 2000. évi hatalomvesztése után indult meg.
Ennek első fontos állomása a 2004-ben indult tárgyalások eredményeként 2008 tavaszán aláírt Stabilizációs és társulási megállapodás.
A második fontos lépés, hogy az európai állam-, illetve kormányfők az Európai Tanács 2012. március 1–2-i ülésén Brüsszelben hivatalosan tagjelölti státuszt adtak Szerbiának. Ez után, 2013 januárjában kezdődhettek meg a tényleges csatlakozási tárgyalások, amelyek során a teljes szerb joganyagot átvilágítják, hogy megállapítsák, mennyire van összhangban az uniós joggal. Ez a folyamat előreláthatóan éveket fog igénybe venni, és a végén kerülhet sor a csatlakozási szerződés aláírására.
Lehetséges céldátumot először az Európai Bizottság nyugat-balkáni stratégiája említett meg: 2018 februárjában a Bizottság lehetségesnek tartja, hogy 2025-re Szerbia és Montenegró csatlakozzék az Európai Unióhoz.

## Kezdeti lépések
Az Európai Unió kormányait tömörítő Tanács 1997-ben határozta meg a kétoldalú kapcsolatok fejlesztésének Szerbia szempontjából is fontos politikai és gazdasági feltételeit. Az 1998 végére elmérgesedő és az 1999 márciusától júniusáig tartó NATO bombázással végződő koszovói konfliktus természetesen erőteljesen hátráltatta Szerbia csatlakozási igyekezeteit.
Az ENSZ Biztonsági Tanácsa 1999. június 10-én fogadta el 1244-es határozatát, amely Koszovót Szerbia részének tekinti.
1999 novemberében az EU új stabilizációs és társulási folyamatot javasol öt délkelet-európai ország, köztük Szerbia számára.
Az EU állam-, illetve kormányfői az Európai Tanács feirai ülésén 2000 júniusában kijelentik, hogy a stabilizációs és társulási folyamat valamennyi országa „potenciális tagjelölt” ország. Az ülésező politikusok egyúttal támogatásukról biztosítják a szerb demokratikus erőket azon küzdelmükben, hogy a Jugoszláv Szövetségi Köztársaság a demokratikus népek európai családjának együttműködő, és békés tagja legyen. Novemberben létrejön „a Jugoszláv Szövetségi Köztársaság és az EU között az EU által a Jugoszláv Szövetségi Köztársaságnak nyújtandó segítségről és támogatásról szóló keretmegállapodás”, amellyel az EU autonóm kereskedelmi engedményeket biztosít Szerbia számára. Szintén novemberben a zágrábi csúcstalálkozóval kezdetét veszi öt délkelet-európai ország stabilizációs és társulási folyamata.
2001-ben megindul az újjáépítési, fejlesztési és stabilizációs közösségi támogatási program (CARDS program).
A Jugoszláv Szövetség Köztársaság 2003. február 4-én átalakul, az új állam a Szerbia és Montenegró nevet viseli.
Az Európai Tanács theszaloníki ülésén 2003 júniusában az EU vezetői megerősítik, hogy a stabilizációs és társulási folyamat képezi az EU nyugat-balkáni politikáját, és hogy a térség országainak európai uniós kilátásaik vannak.

## A stabilizációs és társulási megállapodás felé
A Tanács 2004 októberében következtetéseiben megnyitja a stabilizációs és társulási megállapodás megkötéséhez vezető folyamatot. Szerbia esetében feltételül szabja többek között a közigazgatás modernizációját, valamint a hágai nemzetközi törvényszékkel való együttműködést, vagyis a háborús bűnösök felkutatását és kiadatását. A stabilizációs és társulási megállapodást előkészítő tárgyalások végül csak egy évvel később, 2005. október 10-én kezdődnek meg.
Az EU 2006 február végén április 30-ig ad haladékot Szerbiának a hágai nemzetközi büntetőtörvényszékkel való együttműködés bizonyítására, vagyis a még szökésben lévő háborús bűnösök, többek között Radovan Karadžić és Ratko Mladić elfogására. Miután ez nem következik be, az EU május 3-án megszakítja a tárgyalásokat.
2006. június 4-én Montenegró kilép az államszövetségből, és ezzel egyúttal létrejön az önálló Szerbia.
Az év során nem történik előrelépés a hágai nemzetközi törvényszékkel való együttműködés terén, ezért az EU vezetői megosztottak, hogy decemberi csúcstalálkozójukon milyen üzenetet küldjenek a 2007 januárjában parlamenti választások elé néző Szerbiának. A tárgyalások folytatását a Szerbiához közeli országok – így többek között Magyarország, Ausztria, Szlovénia, Olaszország – szorgalmazzák, míg Franciaország, Hollandia és az Egyesült Királyság ellenzi. Végül az ülés következtetései általánosságban szigorúan fogalmaznak (vagyis az EU minden eddiginél szigorúbban veszi a bővítés, illetve az uniónak magának is fel kell rá készülnie), konkrétan Szerbiának ugyanakkor igen bátorítóan szólnak, csak a hágai nemzetközi törvényszékkel való együttműködést sürgetik.
Az új szerb kormány megalakulása után Olli Rehn bővítési biztos Belgrádba látogat, és ugyan nem indítja újra a stabilizációs és társulási egyezményről szóló tárgyalásokat, de mintegy biztatásként parafálja a vízumkönnyítési megállapodást és az illegális bevándorlók visszafogadásáról szóló megállapodást. Ezen kívül ígéretet tesz a következő három évben 600 millió euró segély nyújtására.
A stabilizációs és társulási megállapodás tárgyalásai végül 2007. június 13-án indulnak újra, miután az ország egyértelműen elkötelezte magát amellett, hogy teljes mértékben együttműködik a volt Jugoszláviával foglalkozó nemzetközi büntetőtörvényszékkel (ICTY), és e kötelezettség jegyében konkrét intézkedéseket hozott. Az EU és Szerbia november 7-én parafálja a megállapodást.
2008. január 1-jén hatályba lép Szerbia és az EU között a vízumok kiadásának megkönnyítéséről szóló megállapodás és a visszafogadási megállapodás.
Február 17-én Koszovó kikiáltja függetlenségét. Ez annak ellenére felkészületlenül éri az EU-t, hogy már hónapok óta sejthető. A tagállamok nem tudnak közös álláspontra jutni, néhány (például a magyar kisebbség helyzetét a koszovói albánokéhoz hasonlónak látó Szlovákia és Románia, illetve Spanyolország) még évekkel később sem ismeri el Koszovó függetlenségét. Másnap, 2008. február 18-án a Tanács tudomásul veszi Koszovó lépését, és elfogadja a felülvizsgált Európai partnerséget Szerbiával. Ez a 2008/213/EK tanácsi határozat, amely részletesen kifejti, hogy Szerbiának (2. melléklet) és Koszovónak (3. melléklet) mit kell teljesítenie a partnerséghez, és még 2017 őszén is hatályban van.
Két hónappal később, 2008. április 29-én Szerbia és az EU Luxembourg-ban aláírja a Stabilizációs és társulási megállapodást és a kereskedelemről és kereskedelemmel kapcsolatos ügyekről szóló ideiglenes megállapodást. Egy héttel később a Bizottság átadja a szerb kormánynak a vízumliberalizáció ütemtervét, melyet azzal a céllal dolgozott ki, hogy a szerb állampolgárok a jövőben vízum nélkül utazhassanak a schengeni országokba.

## A tagjelölti státusz felé
Szerbiában 2008. május 11-én parlamenti választásokat tartanak. Július 7-én új kormány alakul, mely az európai integrációt kiemelt célként kezeli. Július 21-én Belgrád egyik külvárosában elfogják Radovan Karadžićot, aki szakállt növesztve, álnéven hosszú évek óta természetgyógyászként működött. Néhány nappal később kiadják a hágai nemzetközi törvényszéknek.
Az Európai Bizottság 2009. július 15-én vízumliberalizációt javasol Szerbia tekintetében, amelyet a Tanács elfogad, így az december 19-én hatályba lép.
2009. december 22-én Szerbia benyújtja az Európai Unióba való felvételi kérelmét.
A Tanács 2010. június 14-i ülésén – Szerbiának a hágai nemzetközi törvényszékkel való együttműködését honorálva – úgy dönt, hogy „meg kell kezdeni a stabilitási és társulási megállapodásra vonatkozó” ratifikációs eljárásokat. A megállapodást több mint két évvel korábban írták alá…
Szerbia 2011. január 31-én benyújtja az Európai Bizottság kérdőívére adott válaszait.
A csatlakozás szempontjából kulcsfontosságú, hogy néhány hónappal később az utolsó két jelentős háborús bűnöst is elfogják és Hollandiába szállítják. A szerb hatóságok május 26-án a vajdasági Lázárföldön letartóztatják Ratko Mladić tábornokot, július 20-án pedig szintén a Vajdaságban, a Tarcal-hegységben kézre kerítik Goran Hadžićot. Ezzel a hágai nemzetközi törvényszék teljesítheti küldetését, hiszen a listáján szereplők közül egyetlen háborús bűnös sincs szökésben, Szerbia pedig egyszer s mindenkorra cáfolhatta az együttműködés elmulasztásával vádolók érveit.
Az Európai Tanács 2012. március 1–2-i ülésén „hozzájárul ahhoz, hogy Szerbia megkapja a tagjelölti státuszt”.
A Tanács 2013. december 17-i következtetéseiben elfogadja a Szerbiával folytatandó csatlakozási tárgyalásokra vonatkozó uniós álláspontot, és kijelenti, hogy a konkrét tárgyalások 2014 januárjában indulnak, ekkor lesz az ún. kormányközi konferencia első ülése.
Jogi erővel ugyan nem bír, de fontos jelzés az Európai Parlament – 2014. január 16-án, csütörtökön nagy többséggel elfogadott – állásfoglalása, amely megerősíti a Bizottság és a Tanács dokumentumait, és számos konkrét lépés megtételére ösztönzi Szerbiát.

## A tagság felé
A tagjelöltség birtokában Szerbia, 2014. január 21-én, kedden megkezdheti a csatlakozási tárgyalásokat. Az uniós és a szerb joganyagot 35 fejezetbe sorolják be, és minden egyes fejezetnél megvizsgálják, hogy a szerb jogszabályok megfelelnek-e az uniós szabályoknak.
Ahol a szerb jog nincs összhangban az uniós joggal, ott Szerbiának a csatlakozásig hozzá kell igazítania saját jogszabályait az uniós normákhoz. Ez a folyamat a jogharmonizáció. Amennyiben Szerbia úgy véli, hogy különleges nemzeti érdekei miatt ezt bizonyos esetekben nem kívánja megtenni, akkor úgynevezett „derogációt” kérhet, ami azt jelenti, hogy a csatlakozás után bizonyos ideig még megtarthatja az uniós jogtól eltérő nemzeti jogszabályait. A tárgyalások során dől el, hogy az unió megadja-e a derogációt, és ha igen, mennyi időre.
Az Európai Bizottság által 2018 februárjában, az Európai Parlament straßburgi plenáris ülésén bemutatott nyugat-balkáni stratégia említ először lehetséges csatlakozási dátumot: a bizottság elképzelhetőnek tartja, hogy Szerbia (és Montenegró) 2025-ben belépjenek az EU-ba.
| Tárgyalási fejezet                                               | Szerbia felkészültsége a Bizottság 2019-es jelentése szerint | Vizsgálat kezdete              | Vizsgálat vége                 | Fejezet megnyitva           | Fejezet ideiglenesen lezárva          | Fejezet befagyasztva |
| ---------------------------------------------------------------- | ------------------------------------------------------------ | ------------------------------ | ------------------------------ | --------------------------- | ------------------------------------- | -------------------- |
| 01. Áruk szabad mozgása                                          | Mérsékelten felkészült                                       | 2014-06-17                     | 2014-09-12                     | –                           | –                                     | –                    |
| 02. Munkavállalók szabad mozgása                                 | Mérsékelten felkészült                                       | 2014-01-23                     | 2014-03-25                     | –                           | –                                     | –                    |
| 03. Letelepedési jog és a szolgáltatásnyújtás szabadsága         | Mérsékelten felkészült                                       | 2014-01-30                     | 2014-03-13                     | –                           | –                                     | –                    |
| 04. Tőke szabad mozgása                                          | Mérsékelten felkészült                                       | 2014-10-13                     | 2014-12-15                     | 2019-12-10                  | –                                     | –                    |
| 05. Közbeszerzés                                                 | Mérsékelten felkészült                                       | 2014-03-21                     | 2014-05-13                     | 2016-12-13                  | –                                     | –                    |
| 06. Társasági jog                                                | Jól felkészült                                               | 2014-12-11                     | 2015-02-05                     | 2017-12-11                  | –                                     | –                    |
| 07. Szellemi tulajdonnal kapcsolatos jog                         | Jól felkészült                                               | 2014-09-24                     | 2014-11-13                     | 2017-06-20                  | –                                     | –                    |
| 08. Versenypolitika                                              | Némileg felkészült                                           | 2014-03-31                     | 2014-11-05                     | –                           | –                                     | –                    |
| 09. Pénzügyi szolgáltatások                                      | Mérsékelten felkészült                                       | 2015-01-21                     | 2015-03-17                     | 2019-06-27                  | –                                     | –                    |
| 10. Információs társadalom és média                              | Mérsékelten felkészült                                       | 2014-05-22                     | 2014-07-02                     | –                           | –                                     | –                    |
| 11. Mezőgazdaság és vidékfejlesztés                              | Némileg felkészült                                           | 2014-03-18                     | 2014-09-16                     | –                           | –                                     | –                    |
| 12. Élelmiszer-biztonság, állat- és növényegészségügy            | Mérsékelten felkészült                                       | 2014-02-03                     | 2014-10-24                     | –                           | –                                     | –                    |
| 13. Halászat                                                     | Mérsékelten felkészült                                       | 2014-09-30                     | 2014-11-14                     | 2018-06-25                  | –                                     | –                    |
| 14. Közlekedés                                                   | Jól felkészült                                               | 2014-12-16                     | 2015-02-27                     | –                           | –                                     | –                    |
| 15. Energiaügy                                                   | Mérsékelten felkészült                                       | 2014-04-29                     | 2014-06-12                     | –                           | –                                     | –                    |
| 16. Adózás                                                       | Mérsékelten felkészült                                       | 2014-10-14                     | 2015-03-06                     | –                           | –                                     | –                    |
| 17. Gazdaság- és monetáris politika                              | Mérsékelten felkészült                                       | 2014-12-02                     | 2015-03-12                     | 2018-12-10                  | –                                     | –                    |
| 18. Statisztika                                                  | Mérsékelten felkészült                                       | 2014-05-20                     | 2014-11-26                     | 2018-12-10                  | –                                     | –                    |
| 19. Szociális politika és foglalkoztatásügy                      | Mérsékelten felkészült                                       | 2014-02-10                     | 2014-06-26                     | –                           | –                                     | –                    |
| 20. Vállalkozás- és iparpolitika                                 | Mérsékelten felkészült                                       | 2014-04-03                     | 2014-07-02                     | 2017-02-27                  | –                                     | –                    |
| 21. Transzeurópai hálózatok                                      | Mérsékelten felkészült                                       | 2014-04-29                     | 2015-02-27                     | –                           | –                                     | –                    |
| 22. Regionális politika és a strukturális eszközök koordinációja | Mérsékelten felkészült                                       | 2014-10-01                     | 2015-01-29                     | –                           | –                                     | –                    |
| 23. Bírósági és alapvető jogok                                   | Némileg felkészült                                           | 2013-09-25                     | 2013-12-10                     | 2016-07-18                  | –                                     | –                    |
| 24. Igazság, szabadság és biztonság                              | Némileg felkészült                                           | 2013-10-02                     | 2013-12-13                     | 2016-07-18                  | –                                     | –                    |
| 25. Tudomány és kutatás                                          | Jól felkészült                                               | 2014-10-06                     | 2014-12-01                     | 2016-12-13                  | 2016-12-13                            | –                    |
| 26. Oktatás és kultúra                                           | Jól felkészült                                               | 2014-02-20                     | 2014-04-04                     | 2017-02-27                  | 2017-02-27                            | –                    |
| 27. Környezetvédelem és éghajlatváltozás                         | Némileg felkészült                                           | 2014-09-15                     | 2014-11-21                     | –                           | –                                     | –                    |
| 28. Fogyasztó- és egészségvédelem                                | Mérsékelten felkészült                                       | 2014-12-04                     | 2015-02-04                     | –                           | –                                     | –                    |
| 29. Vámunió                                                      | Jól felkészült                                               | 2014-03-26                     | 2014-06-04                     | 2017-06-20                  | –                                     | –                    |
| 30. Külkapcsolatok                                               | Mérsékelten felkészült                                       | 2014-07-02                     | 2014-10-09                     | 2017-12-11                  | –                                     | –                    |
| 31. Kül-, biztonság és védelempolitika                           | Mérsékelten felkészült                                       | 2014-07-15                     | 2014-10-10                     | –                           | –                                     | –                    |
| 32. Pénzügyi felügyelet                                          | Mérsékelten felkészült                                       | 2013-10-17                     | 2013-11-26                     | 2015-12-14                  | –                                     | –                    |
| 33. Pénzügyi és költségvetési rendelkezések                      | Némileg felkészült                                           | 2015-01-27                     | 2015-03-24                     | 2018-06-25                  | –                                     | –                    |
| 34. Intézmények                                                  | –                                                            | –                              | –                              | –                           | –                                     | –                    |
| 35. Egyéb                                                        | További lépések szükségesek                                  | 2014-01-22                     | 2015-03-25                     | 2015-12-14                  | –                                     | –                    |
| Állapot                                                          |                                                              | 35-ből 34 fejezet megvizsgálva | 35-ből 34 fejezet megvizsgálva | 35-ből 16 fejezet megnyitva | 35-ből 2 fejezet ideiglenesen lezárva |                      |

Színmagyarázat:
| A közösségi joggal összeegyeztethetetlen Nehéz befogadni Nagyobb erőfeszítés szükséges Némileg felkészült További lépések szükségesek Mérsékelten felkészült Nem számítanak nagyobb problémákra Jól felkészült A közösségi joggal összhangban |

A tárgyalások végén írhatja alá Szerbia a csatlakozási szerződést. Az ország leendő csatlakozási szerződés aláírását követően egy-két évvel válhat az Európai Unió tagállamává. (Erre az időszakra azért van szükség, mert a szerződést az EU összes akkori tagállamának ratifikálnia kell.)

## Hivatalos uniós dokumentumok
2002
- A Bizottság első éves jelentése a délkelet-európai stabilizációs és társulási folyamatról (angolul) (2002. április 3.)

2003
- A Bizottság második éves jelentése a délkelet-európai stabilizációs és társulási folyamatról (angolul) (2003. március 26.)

2004
- A Bizottság harmadik éves jelentése a délkelet-európai stabilizációs és társulási folyamatról (angolul) (2004. március 30.)
- A Tanács 2004/520/EK határozata a Szerbiával és Montenegróval létrehozott európai partnerség elveiről, prioritásairól és feltételeiről (magyarul) (2004. június 14.)

2005
- A 2005-ös bővítésről szóló stratégiai dokumentum (magyarul) (2005. november 9.)
  - Szerbia és Montenegró – haladási jelentés, 2005 (angolul)

2006
- A Tanács 2006/56/EK határozata a Szerbia és Montenegróval létrejött Európai Partnerségben szereplő elvekről, prioritásokról és feltételekről, valamint a 2004/520/EK határozat hatályon kívül helyezéséről (magyarul) (2006. január 30.)
- Bővítési stratégia és a főbb kihívások 2006-2007 (magyarul) (2006. november 8.)
  - Szerbia – haladási jelentés, 2006 (angolul)

2007
- Megállapodás a tartózkodási engedéllyel nem rendelkező személyek visszafogadásáról (magyarul) (aláírás: 2007. szeptember 18., hatálybalépés: 2008. január 1.)
- Megállapodás a vízumok kiadásának megkönnyítéséről (magyarul) (aláírás: 2007. szeptember 18., hatálybalépés: 2008. január 1.)
- Bővítési stratégia és a legfontosabb kihívások 2007–2008 (magyarul) (2007. november 6.)
  - Szerbia – haladási jelentés, 2007 (angolul)

2008
- A Tanács 2008/213/EK határozata a Szerbiával létrejött Európai Partnerségben szereplő elvekről, prioritásokról és feltételekről, valamint a 2006/56/EK határozat hatályon kívül helyezéséről (magyarul) (2008. március 19.) Ez a jogszabály sorolja fel Szerbia és Koszovó EU-csatlakozással kapcsolatos „házi feladatait”.
- Stabilizációs és társulási megállapodás az Európai Közösségek és Szerbia között (magyarul) (Aláírás: 2008. április 29., Ratifikáció: Szerbia: 2008. szeptember 22-én, a tagállamok közül először Málta (2010. július 6.), utoljára Románia (2012. május 22.) és Litvánia (2013. június 26.). A Tanács ezt követően 2013. július 22-én, hétfőn fogadta el a megkötésről szóló határozatot. Magyarország a 2010. évi CXII. törvénnyel ratifikálta a megállapodást 2010. november 16-án.) A megállapodás 2013. szeptember 1-jén lépett hatályba.
  - Ideiglenes kereskedelmi megállapodás (magyarul) (aláírás: 2008. április 29.) Arra szolgál, hogy a stabilizációs és társulási megállapodás kereskedelmi rendelkezéseit már a ratifikáció befejeződése előtt is alkalmazni lehessen.
- Bővítési stratégia és a legfontosabb kihívások 2008-2009 (magyarul) (2008. november 5.)
  - Szerbia – haladási jelentés, 2008 (angolul)

2009
- Bővítési stratégia és a legfontosabb kihívások 2009–2010 (magyarul) (2009. október 14.)
  - Szerbia – haladási jelentés, 2009 (angolul)
- A Tanács 1244/2009/EK rendelete a külső határok átlépésekor vízumkötelezettség alá eső, illetve az e kötelezettség alól mentes harmadik országbeli állampolgárok országainak felsorolásáról szóló 539/2001/EK rendelet módosításáról (magyarul) (2009. november 30.) A szerb állampolgárok így 2009. december 19-től vízummentesen utazhatnak az EU-ba.

2010
- Bővítési stratégia és a legfontosabb kihívások 2010–2011 (magyarul) (2010. november 11.)
  - Szerbia – haladási jelentés, 2010 (angolul)

2011
- Bővítési stratégia és a legfontosabb kihívások 2011–2012 (magyarul) (2011. október 12.)
  - A Bizottság véleménye Szerbia európai uniós tagság iránti kérelméről (magyarul)
    - Elemző jelentés a Szerbia európai uniós tagság iránti kérelméről szóló bizottsági véleményhez (angolul)

2012
- Az Európai Parlament állásfoglalása Szerbia európai integrációs folyamatáról (2012. március 29.), és az előző napi európai parlamenti vita
- Bővítési stratégia és a legfontosabb kihívások 2012–2013 (magyarul) (2012. október 10.)
  - Szerbia – haladási jelentés, 2012 (angolul)

2013
- Közös jelentés az Európai Parlamentnek és a Tanácsnak a Szerbia által a tagsági kritériumoknak való megfelelés kellő szintjének elérése, és különösen a Koszovóval* fenntartott kapcsolatok szemmel látható és tartós javítására vonatkozóan tett lépések kulcsfontosságú prioritása terén elért előrehaladásról (magyarul) (2013. április 22.)
- Bővítési stratégia és a legfontosabb kihívások 2013–2014 (magyarul) (2013. október 16.)
  - Szerbia – haladási jelentés, 2013 (angolul)

2014
- Bővítési stratégia és a legfontosabb kihívások 2014–2015 (magyarul) (2014. október 9.)
  - Szerbia – haladási jelentés, 2014 (angolul)

2015
- Az EU bővítési stratégiája (angolul) és (magyarul) (2015. november 10.)
  - Szerbia – 2015-ös jelentés (angolul)

2016
- 2016. évi közlemény az EU bővítési stratégiájáról (magyarul) (2016. november 9.)
  - Szerbia – 2016-os jelentés (angolul)

2017
2018
- Hiteles bővítési perspektíva a Nyugat-Balkánra vonatkozóan és fokozott uniós szerepvállalás a Nyugat-Balkánnal (magyarul) (2018. február 6.)[21]
- 2018. évi közlemény az EU bővítéspolitikájáról (magyarul) (2018. április 17.)
  - Szerbia – 2018-as jelentés (angolul)

2019
- 2019. évi közlemény az EU bővítéspolitikájáról (magyarul) (2019. május 29.)
  - Szerbia – 2019-es jelentés (angolul)

2020
- 2020. évi közlemény az EU bővítési politikájáról (magyarul) (2020. október 6.)
  - Szerbia – 2020-as jelentés (angolul)

2021
- 2021. évi közlemény az EU bővítési politikájáról (magyarul) (2021. október 19.)
  - Szerbia – 2021-es jelentés (angolul)

2022
- 2022. évi közlemény az EU bővítési politikájáról (magyarul) (2022. október 12.)
  - Szerbia – 2022-es jelentés (angolul)

2023
- 2023. évi közlemény az EU bővítési politikájáról (magyarul) (2023. november 8.)
  - Szerbia – 2023-as jelentés (angolul)

2024
- A Bizottság közleménye a bővítést megelőző reformokról és szakpolitikai felülvizsgálatokról (magyarul) (2024. március 20.)

## Külső hivatkozások

### Hírek
- Az uniós intézmények Szerbiával foglalkozó sajtóközleményei (magyarul) és (angolul)
- EUR-Lex: Szerbiát említő jogszabályok és más hivatalos dokumentumok (magyarul)
  - EUR-Lex: a Nyugat-Balkánt említő jogszabályok és más hivatalos dokumentumok (magyarul)
- Az Európai Parlament Szerbiával foglalkozó hírei (angolul)

### Intézmények oldalai

#### Európai Unió
- Az Európai Tanács következtetései (magyarul)
- Tanács > Szakpolitikák > Bővítés (magyarul)
  - Szerbia (magyarul)
  - Szerbiát említő tanácsi dokumentumok (angolul), részben (magyarul)
  - Fényképek és videók a Tanács és a szerb kormány közötti találkozókról (angolul)
- Európai Bizottság > Szakpolitikák > Az EU bővítése
- facebook.com/EUnear – Európai Bizottság, Szomszédságpolitika és bővítés
- Európai Bizottság > Bővítés (angolul)
- Európai Bizottság > Kereskedelmi Főigazgatóság > Nyugat-Balkán – kereskedelmi kapcsolatok
- Európai Parlament, Külügyi bizottság (magyarul), részben (angolul)
  - Európai Parlament, Az EU–Szerbia Stabilizációs és Társulási Parlamenti Bizottságba delegált küldöttség (magyarul), részben (angolul)
- europa.rs Az EU Szerbiai Küldöttsége („nagykövetsége”) (angolul) és (szerbül)

#### Szerbia
- mfa.gov.rs/en Külügyminisztérium (angolul) és (szerbül)
  - mei.gov.rs/eng Európai Integrációs Minisztérium (angolul) és (szerbül) – különösen érdekes a sok feltöltött dokumentum, amelyekkel nyomon követhető a tárgyalások állása